# Jean de Brébeuf
Jean de Brébeuf, född 25 mars 1593 i Condé-sur-Vire i Frankrike, död 16 mars 1649 vid Baie Georgienne i Kanada, var en fransk romersk-katolsk präst och martyr. Från år 1625 missionerade han bland huronerna i Kanada. Brébeuf mördades av irokeser, huronernas svurna fiender. Jean de Brébeuf vördas som helgon inom Romersk-katolska kyrkan.

## Bilder
| - Helige Jean de Brébeufs reliker i Martyrs' Shrine i Midland. |

### Webbkällor
- ”Jean de Brébeuf”. Catholic Encyclopedia. New Advent. http://www.newadvent.org/cathen/02751b.htm. Läst 31 oktober 2019.
- ”San Giovanni de Brebeuf, gesuita, martire in Canada”. Santi e Beati. http://www.santiebeati.it/dettaglio/92013. Läst 31 oktober 2019.